# Aeroportul Internațional Richmond
Aeroportul Internațional Richmond (IATA: RIC, ICAO: KRIC, FAA LID: RIC) este un aeroport din Virginia, Statele Unite ale Americii ce deservește zona Richmond. Aeroportul a fost tranzitat în 2022 de 4.068.689 de pasageri. A fost deschis în 1927 și numit după zona deservită.
Situat la o altitudine de 51 m, aeroportul dispune de 3 piste.

## Infrastructură

### Piste
Aeroportul dispune de 3 piste: 
- pista 02/20 din asfalt, cu dimensiunile 6.607 picioare × 150 picioare
- pista 07/25 din asfalt, cu dimensiunile 5.183 picioare × 100 picioare
- pista 16/34 din asfalt, cu dimensiunile 9.003 picioare × 150 picioare